# Cœur immaculé de Marie
Pour les articles homonymes, voir Sacré-Cœur (homonymie).

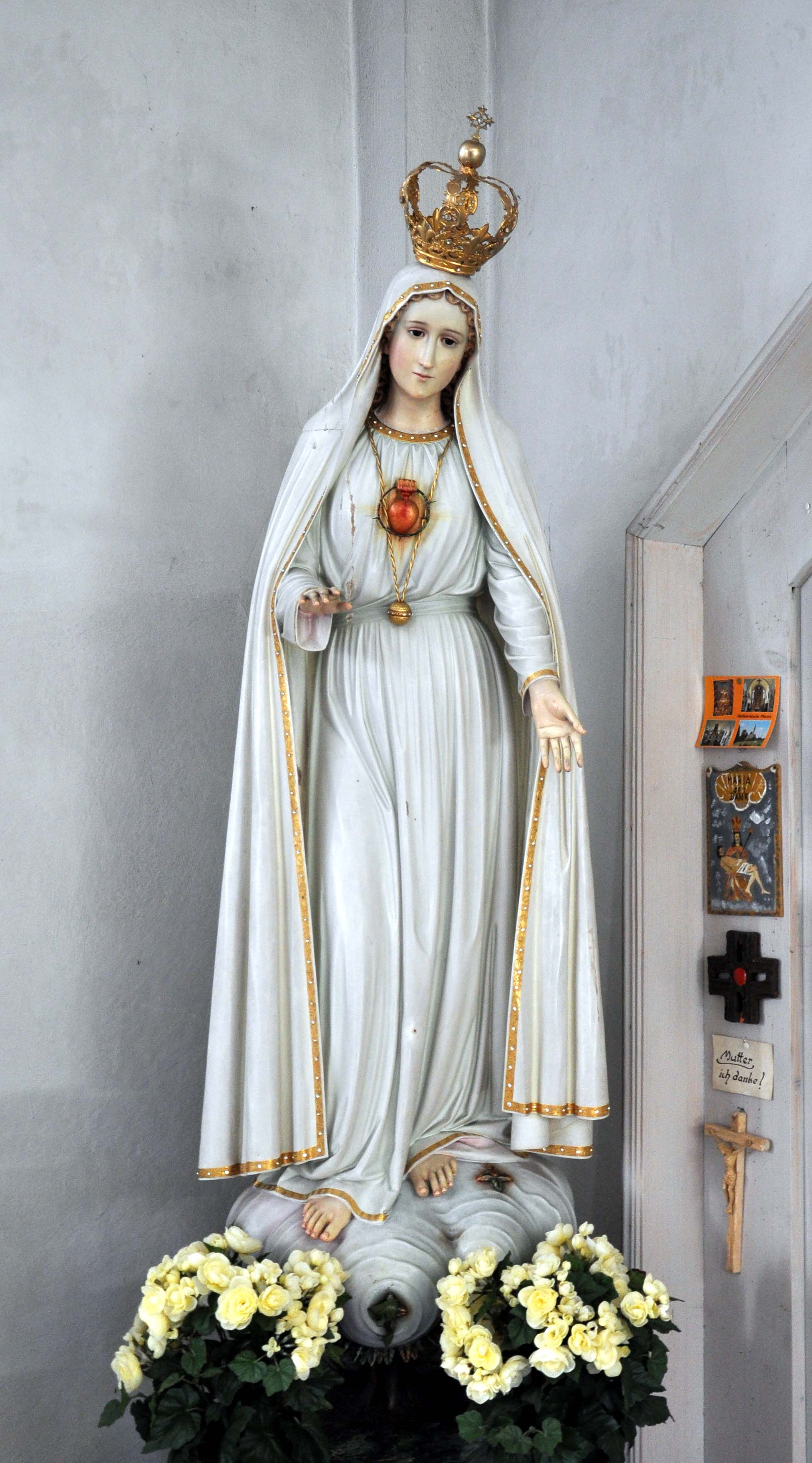
Le Cœur immaculé de Marie comme décrit par Lucie dos Santos, la voyante de Notre-Dame de Fátima.

Le Cœur immaculé de Marie est une dévotion catholique au cœur de la Vierge Marie. La fête du Cœur immaculé de Marie se célèbre le samedi après la solennité du Sacré-Cœur de Jésus.

## Historique de la dévotion
Cette dévotion est fondée sur la théologie mariale de Bernard de Clairvaux, ainsi que sur les écrits de Docteurs de l'Église tels qu'Anselme de Cantorbéry. Après l'apparition de la dévotion au Sacré-Cœur de Jésus par les révélations privées reçues par Gertrude de Helfta, Mechtilde de Hackeborn et Marguerite-Marie Alacoque au XVIIe siècle, cette dévotion fut progressivement assimilée à Marie, qui ne forme qu'un seul cœur avec celui de Jésus selon François de Sales. La dévotion au Cœur de Marie va apparaître lentement chez les fidèles catholiques, notamment grâce à l'expansion de la dévotion mariale à partir du XVIIe siècle, avant de prendre une plus grande influence par la promotion qu'en fit notamment Jean Eudes, et dans une moindre mesure par Louis-Marie Grignion de Montfort, au XVIIe siècle,. Une fête consacrée au Cœur très pur de Marie était déjà célébrée par l'ordre des Augustins et le diocèse de Rome dès le XIXe siècle.
Le 27 novembre 1830, Catherine Labouré confesse avoir vu la Vierge Marie qui lui aurait demandé, au cours d'une apparition, de faire frapper une médaille avec les Cœurs de Jésus et de Marie.
Le 11 décembre 1836, l'abbé Desgenettes, curé de Notre-Dame-des-Victoires à Paris, consacra sa paroisse au Cœur immaculé de Marie.

### Apparitions de Fátima

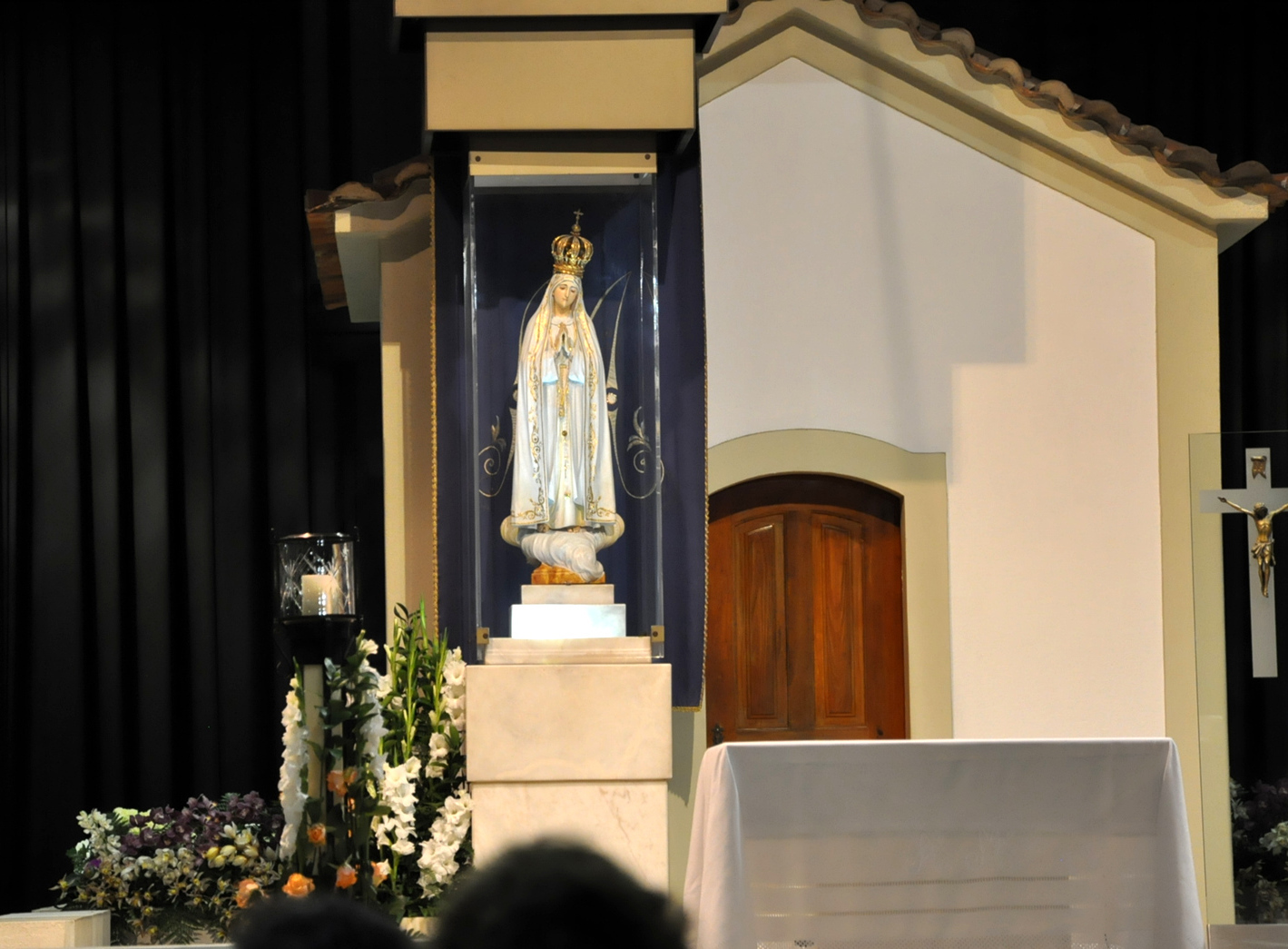
La chapelle des apparitions dans le sanctuaire de Fátima.

C'est notamment à partir des apparitions de Fátima que la dévotion du Cœur immaculé de Marie va connaître une grande impulsion à travers le monde catholique. Au cours de ces apparitions, la Vierge aurait elle-même appelé à cette dévotion. Le 13 juin 1917, elle aurait dit aux bergers :
« Oui, j'emmènerai bientôt Jacinthe et François, mais tu [Lucie] resteras encore un peu sur la Terre. Jésus veut que tu me fasses mieux connaître et aimer. Il veut aussi que tu établisses dans le monde une dévotion à mon Cœur immaculé. »,
Le 13 juillet 1917, après leur avoir montré la vision de l'enfer selon leurs dires, la Vierge aurait confié à Lucie, François et Jacinthe, :
« Vous avez vu l'enfer où vont les âmes des pauvres pécheurs. Pour les sauver, Dieu veut établir dans le monde la dévotion à mon Cœur immaculé. Si l'on fait ce que je vais vous dire, beaucoup d'âmes seront sauvées et on aura la paix. La guerre va finir. Mais si l'on ne cesse d'offenser Dieu, sous le pontificat de Pie XI en commencera une autre pire encore. Lorsque vous verrez une nuit illuminée par une lumière inconnue, sachez que c'est le grand signe que Dieu vous donne, qu'Il va punir le monde de ses crimes par le moyen de la guerre, de la faim et des persécutions contre l'Église et le Saint-Père. Pour empêcher cette guerre, je viendrai demander la consécration de la Russie à mon Cœur immaculé et la communion réparatrice des premiers samedis. Si on accepte mes demandes, la Russie se convertira et on aura la paix; sinon elle répandra ses erreurs à travers le monde, provoquant des guerres et des persécutions contre l'Église. Les bons seront martyrisés, le Saint-Père aura beaucoup à souffrir, diverses nations seront détruites. À la fin, mon Cœur immaculé triomphera. Le Saint-Père me consacrera la Russie, qui se convertira, et il sera concédé au monde un certain temps de paix »

### Dévotion réparatrice des premiers samedis

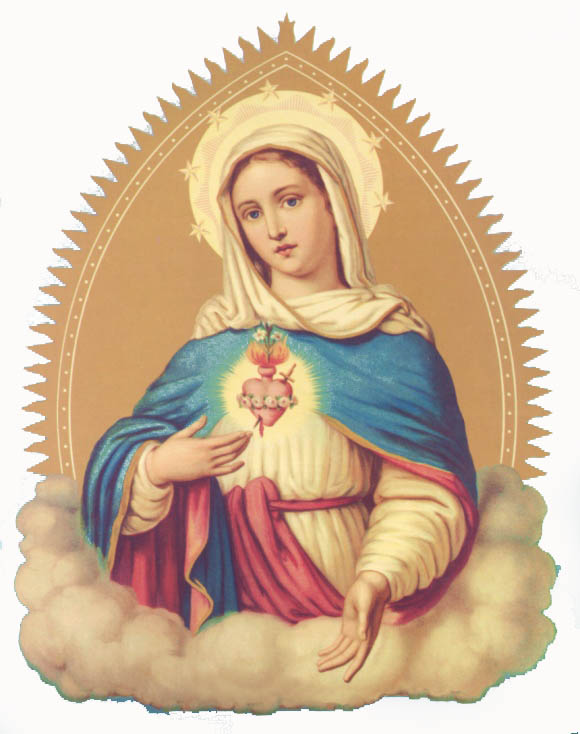
Le Cœur immaculé de Marie, image du XIXe siècle.

Le 10 décembre 1925, Lucie dos Santos, devenue religieuse après les apparitions à Fátima, affirme avoir reçu deux autres messages de la Vierge Marie et de l'Enfant Jésus dans sa cellule du couvent de Pontevedra. Selon elle, la Vierge lui aurait montré son Cœur immaculé entouré d'épines et lui aurait demandé d'établir la dévotion des premiers samedis. La Vierge aurait ensuite défini les conditions de cette pratique et lui aurait demandé qu'elle soit accomplie en réparation aux péchés commis contre son Cœur immaculé. En outre, Marie aurait promis une assistance à l’heure de la mort, avec les grâces nécessaires au salut, à ceux qui accompliraient cette dévotion,. 
La dévotion des premiers samedis du mois a été approuvée par l'évêque local du diocèse de Leiria-Fátima, José Alves Correia da Silva, le 13 septembre 1939 à Fátima.

### Consécration de la Russie et du monde au Cœur immaculé
Dans la nuit du 13 juin 1929, alors que Lucie dos Santos est en prière dans la chapelle du couvent de Tui, elle dit avoir été témoin d'une vision de la Sainte Trinité et de la Vierge Marie en tant que Notre-Dame de Fátima. Au cours de cette apparition, la Vierge Marie, qui se tenait à côté de l'autel selon ses dires, lui aurait dit :
« Le moment est venu où Dieu demande au Saint-Père de faire, en union avec tous les Evêques du Monde, la Consécration de la Russie à Mon Cœur Immaculé, promettant de la sauver par ce moyen. Les âmes que la Justice de Dieu condamne pour les péchés commis contre moi, sont si nombreuses, que je viens demander une réparation : sacrifie-toi à cette intention et prie. »
Dès 1930, le pape Pie XI est informé des demandes que la Vierge Marie aurait faites aux trois petits bergers de Fátima, qu'elle aurait renouvelées auprès de Lucie devenue religieuse, mais il ne consacre pas la Russie au Cœur immaculé.

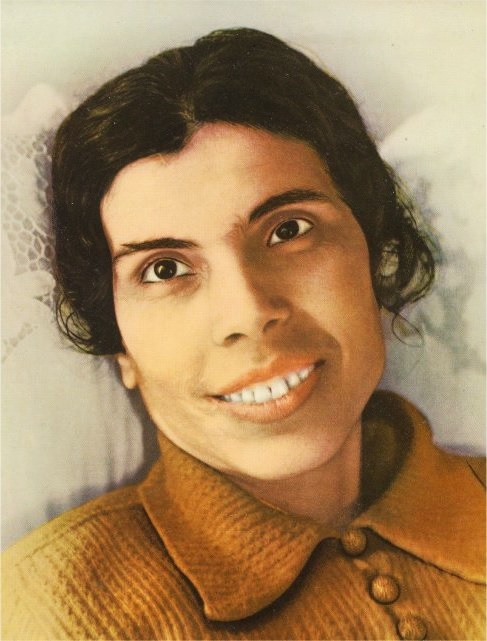
La mystique catholique portugaise Alexandrina de Balazar demande la consécration du monde au Cœur immaculé de Marie faite par le pape Pie XII.

Le 1er août 1935, la mystique portugaise Alexandrina de Balazar demande au pape de consacrer le monde au Cœur immaculé de Marie. En septembre 1936, son confesseur, le Père Pinho, écrit une lettre au cardinal Eugenio Pacelli, futur pape Pie XII. Toutefois, la demande n'est encore une fois pas exécutée par Pie XI. En décembre 1940, Lucie, unique survivante des apparitions de Fátima, écrit une lettre au nouveau pape Pie XII, dans laquelle elle lui demande de « daigner étendre et de bénir cette dévotion [au Cœur immaculé de Marie] dans le monde entier » ainsi que « la consécration du monde au Cœur immaculé de Marie, avec une mention spéciale de la Russie ».
Il faudra attendre le 31 octobre 1942, quand Pie XII, au milieu de la Seconde Guerre mondiale, consacre solennellement le monde au Cœur immaculé de Marie, sans toutefois nommer la Russie, évènement retransmis par la radio.
Cette consécration est notamment renouvelée par le pape Jean-Paul II le 25 mars 1984, place Saint-Pierre devant 250 000 personnes, en union avec tous les évêques du monde, et la statue de Notre-Dame de Fátima,. Si le pape ne cite pas nommément « la Russie », dans son texte d'allocution, il indique « Nous t'offrons et te consacrons d'une manière spéciale les hommes et les nations qui ont particulièrement besoin de cette offrande et de cette consécration », cette formulation (les hommes et les nations qui ont particulièrement besoin) faisant implicitement référence à « la Russie » mais sans la citer nommément (d'après le Vatican),,.
Dans une lettre datée du 8 novembre 1989, Lucie dos Santos, encore vivante, déclare que la consécration de 1984 est valide et complète, et en 2000, elle dira que cette consécration correspond à ce qu’attendait la Vierge Marie. Un an après la consécration de Jean-Paul II débute la Perestroïka en Russie, qui amena à la chute de l'URSS en 1991 et à la destruction du mur de Berlin en 1989. Pour des fidèles catholiques, la consécration du monde et de la Russie au Cœur immaculé en 1984 est à l'origine de la chute du communisme,.
Pour les autorités du Vatican, la consécration de la Russie au Cœur immaculé de Marie a été réalisée conformément à la demande de la Vierge Marie, et « acceptée par le Ciel ». Il n'est donc nul besoin de la recommencer,.
Pendant le conflit en cours, le 25 mars 2022, le pape François consacrera la Russie et l'Ukraine au Cœur immaculé de Marie en union avec les évêques du monde entier pour implorer la fin de la guerre,,.

## Fête liturgique

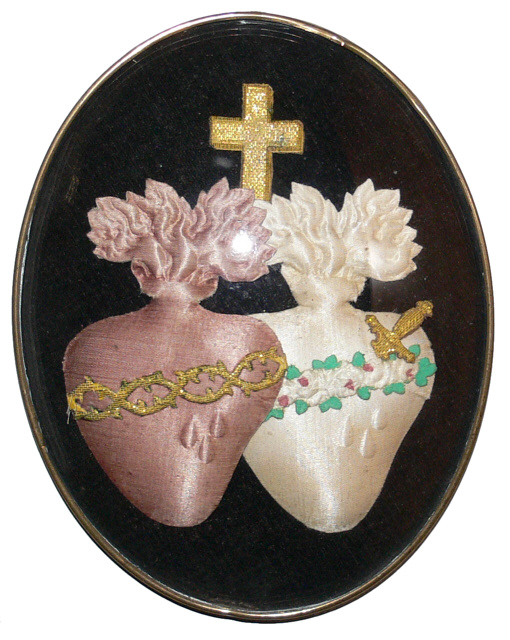
Cœurs de Jésus et de Marie.

Pie VII accorde une « fête du Cœur Très Pur de Marie » à quelques églises, le dimanche de l'octave de l'Assomption, puis Pie IX renouvelle cette autorisation. Elle est finalement inscrite dans le calendrier liturgique universel en 1942 par Pie XII, et fixée au 22 août, jour octave de l'Assomption. 
Puis le pape institue une autre fête en 1954, celle de Marie-Reine, afin que chaque année « on renouvelle la consécration du genre humain au Cœur immaculé de la Bienheureuse Vierge Marie ». 
Lors des réformes liturgiques de Paul VI en 1969, la fête du Cœur immaculé de Marie est transférée au samedi de la troisième semaine après la Pentecôte, soit le lendemain de la solennité du Sacré-Cœur de Jésus, tandis que la fête de Marie-Reine passe du 31 mai au 22 août.

## Iconographie

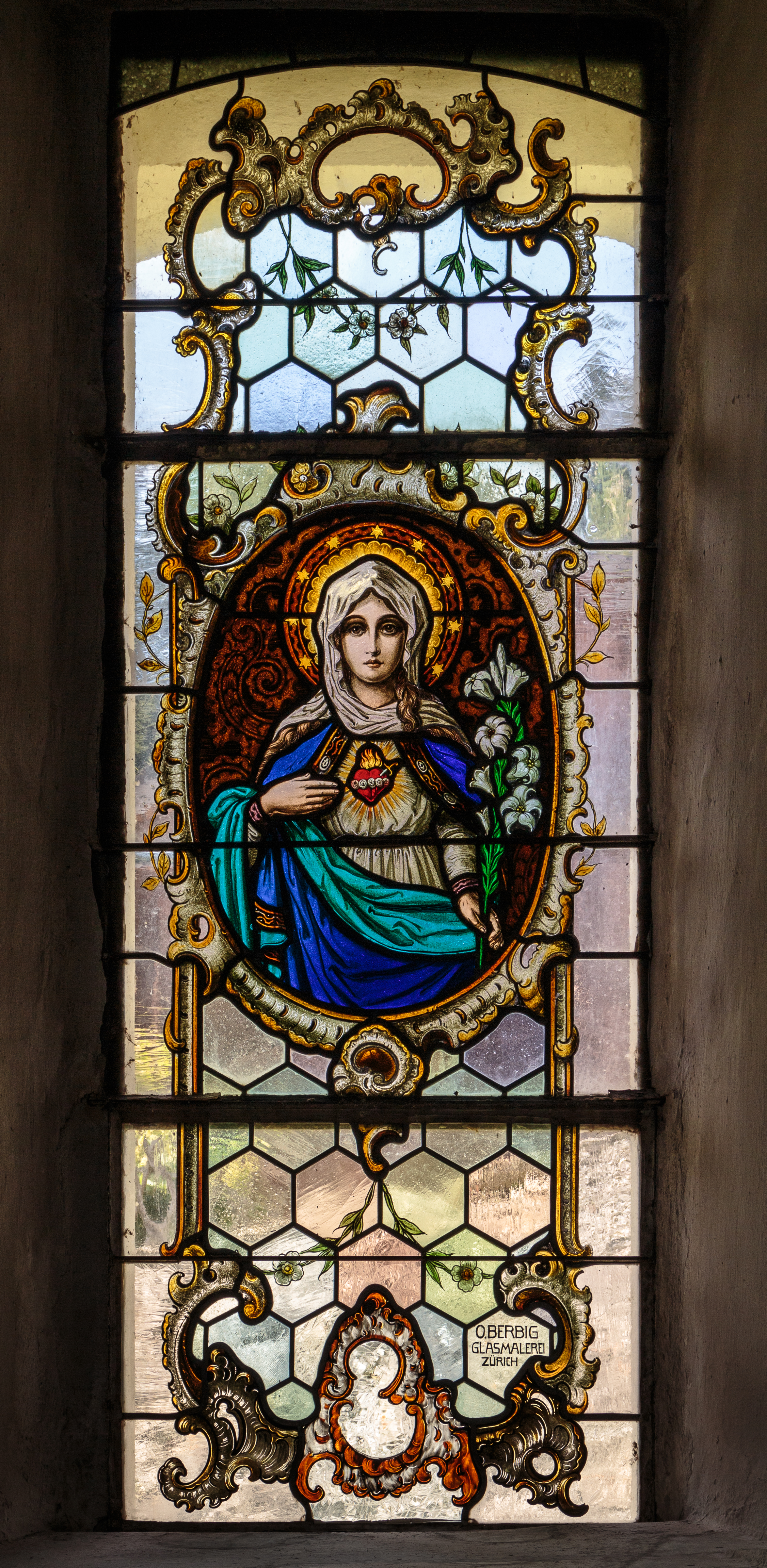
Le Cœur immaculé de Marie représenté sur un vitrail dans une église de Andiast en Suisse.

Le Cœur immaculé de Marie est souvent représenté, dans l'art chrétien, sous la forme d'un cœur enflammé brillant d'une lumière divine, symbolisant l'amour de la Vierge Marie pour Dieu et pour l'humanité. Il est généralement entouré de roses et parfois surmonté d'une fleur de lys, symbolisant sa pureté, comme définie par le dogme de l'Immaculée conception par l'Église catholique. Son cœur est percé d'un glaive, représentant la prophétie de Siméon dans l'Évangile selon Luc à son propos et les souffrances qu'elle a connues au cours de sa vie (voir Notre-Dame des Douleurs).
L'iconographie peut varier selon les dévotions, comme c'est le cas pour Notre-Dame de Fátima, où le Cœur immaculé de Marie n'est pas représenté avec une couronne de roses, ni un glaive, mais une couronne d'épines, symbolisant les péchés commis contre le Cœur de Marie. C'est de cette manière que Lucie dos Santos décrira le Cœur immaculé de Marie, tel qu'elle le vit, selon elle, lors d'une apparition de Notre-Dame de Fátima au couvent de Tui le 13 juin 1929.

## Consécrations au Cœur immaculé de Marie

### Consécrations pontificales
Le monde entier a été consacré à plusieurs reprises au Cœur immaculé de Marie par différents papes:
- Pie XII, 13 octobre 1942[23],[2]
- Paul VI, 21 novembre 1964
- Jean-Paul II, 30 mai 1982[2]
- Jean-Paul II, 1983
- Jean-Paul II avec tous les évêques du monde, 25 mars 1984[23],[2]
- François, 13 octobre 2013[1]
- François avec tous les évêques du monde, 25 mars 2022[24],[25],[1].

### Nations consacrées au Cœur immaculé de Marie
Plusieurs nations ont été consacrées par leurs évêques respectifs au Cœur immaculé de Marie, en particulier:
Afrique
- Angola (13 octobre 1985)
- Congo (4 février 2017 - Card. Pietro Parolin)

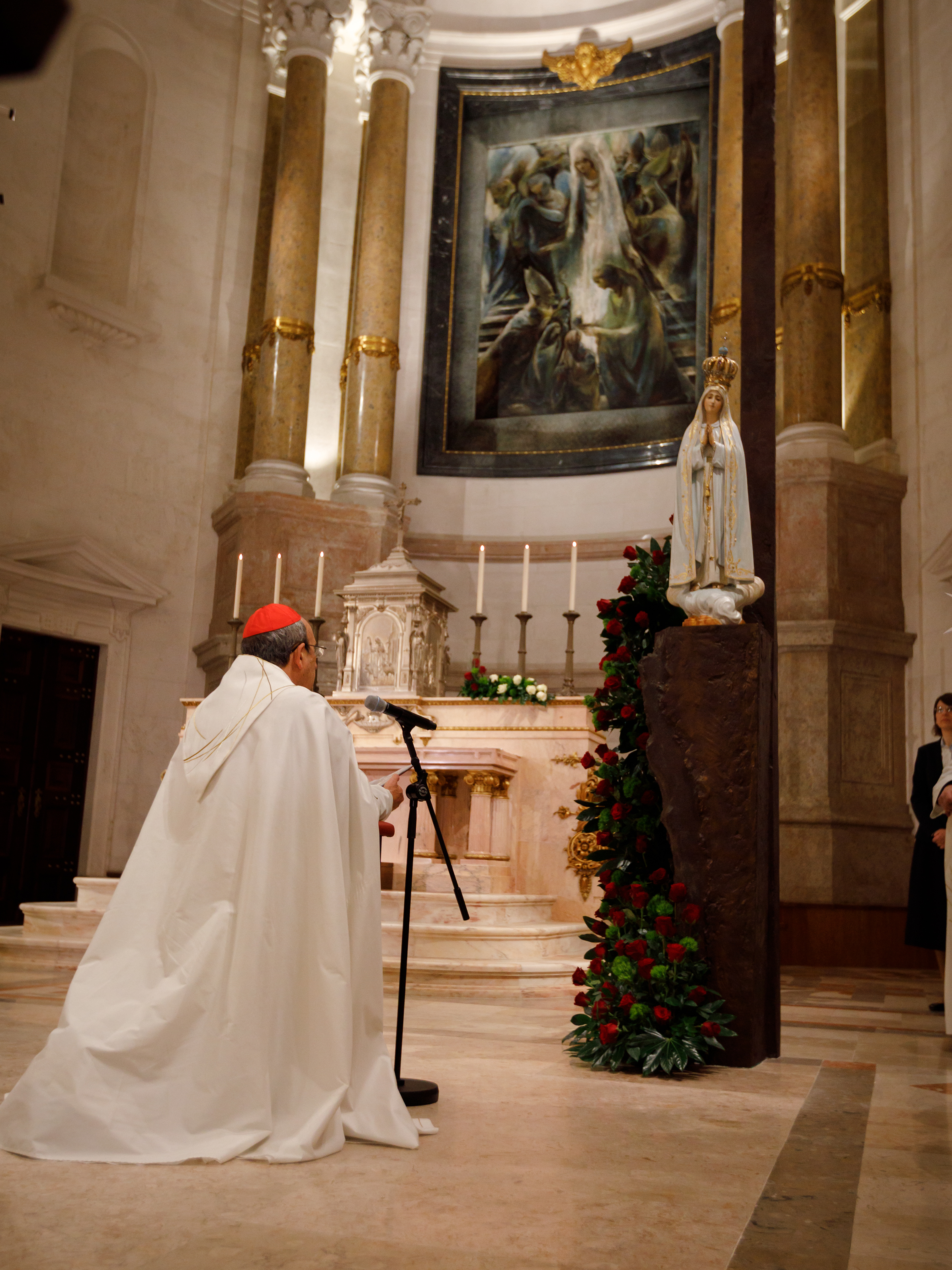
Consécration au Cœur immaculé de Marie (et au Sacré-Cœur de Jésus) de 24 pays afin de lutter contre la pandémie de Covid-19 en mars 2020 par le cardinal Antonio dos Santos Marto devant la statue de Notre-Dame de Fátima, basilique Notre-Dame-du-Rosaire de Fátima.

- Kenya (25 mars 2020 - Card. Antonio dos Santos Marto)[26]
- Nigéria (13 octobre 2017)
- Tanzanie (25 mars 2020 - Card. Antonio dos Santos Marto)[26]
- Zimbabwe (25 mars 2020 - Card. Antonio dos Santos Marto)[26]

Amérique
- Argentine (1948)
- Bolivie (12 octobre 1948, 15 avril 2018, 25 mars 2020 - Card. Antonio dos Santos Marto)[26]
- Brésil (1948)
- Canada (22 juin 1947, 26 septembre 2017)
- Colombie (12 octobre 2008 - Abb. Pedro Rubiano Sáenz, 25 mars 2020 - Card. Antonio dos Santos Marto)[26]
- Costa Rica (25 mars 2020 - Card. Antonio dos Santos Marto)[26]
- Cuba (25 mars 2020 - Card. Antonio dos Santos Marto)[26]
- Équateur (1874) 1er pays à faire cette consécration[27].
- États-Unis (19 novembre 1959)
- Guatemala (25 mars 2020 - Card. Antonio dos Santos Marto)[26]
- Mexique (25 mars 2020 - Card. Antonio dos Santos Marto)[26]
- Nicaragua (28 avril 2018 - Card. Leopoldo Brenes, Silvio José Báez Ortega, 25 mars 2020 - Card. Antonio dos Santos Marto)[26]
- Panama (9 mars 2017 - José Domingo Ulloa (es), 25 mars 2020 - Card. Antonio dos Santos Marto)[26]
- Paraguay (25 mars 2020 - Card. Antonio dos Santos Marto)[26]
- Pérou (25 mars 2020 - Card. Antonio dos Santos Marto)[26]
- République dominicaine (25 septembre 2008 - Card. Nicolás de Jesús López Rodríguez, 25 mars 2020 - card. Antonio dos Santos Marto)[26]

Asie / Océanie
- Afghanistan (13 octobre 2017 - fr. Giovanni Scalese)
- Australie (1948)
- Inde (25 mars 2020 - Card. Antonio dos Santos Marto)[26]
- Indonésie (1951)
- Japon (1947)
- Liban et pays du Moyen-Orient (16 juin 2013, 25 juin 2017, Card.  Bechara Boutros Rai)
- Philippines (22 août 1964, 8 juin 2013, 4 mai 2018, 12 mai 2020)
- Russie et pays de Asie centrale (13 mai 2017 - Card.  Josef Cordes)
- Samoa (07 décembre 2007, 3 décembre 2017 - Alapati Lui Mataeliga)
- Timor oriental (25 mars 2020 - Card. Antonio dos Santos Marto)[26]
- Lors du conflit entre Israël et le Hamas, le cardinal Pierbattista Pizzaballa a consacré, le 29 octobre 2023, la Terre Sainte et le Moyen-Orient au Cœur Immaculé de Marie, implorant le don de la paix[28]

Europe
- Albanie (25 mars 2020 - Card. Antonio dos Santos Marto)[26]
- Allemagne (4 septembre 1954)
- Angleterre et Pays de Galles (1948 - card. Bernard William Griffin, 20 février 2017 - card. Vincent Nichols))
- Autriche (18 mai 1947)
- Écosse (3 septembre 2017 - Philip Tartaglia)
- Espagne (12 octobre 1954, 25 mai 2005, 25 mars 2020 - Card. Antonio dos Santos Marto)[26]
- France (22 novembre 1940, 28 mars 1943)
- Hongrie (19 octobre 2006 - Card.  Peter Erdo, 25 mars 2020 - card. Antonio dos Santos Marto)[26]
- Irlande (15 août 2013 - Card.  Sean Brady, 25 mars 2020 - Eamon Martin)
- Italie (13 septembre 1959)
- Lituanie (11 février 2018 - Gintaras Grušas)[29]
- Moldova (25 mars 2020 - Card. Antonio dos Santos Marto)[26]
- Portugal (13 mai 1931, 13 mai 1938, 25 mars 2020 - Card. Antonio dos Santos Marto)[26]
- Pays-Bas et Belgique (15 août 1943)
- Pologne (8 septembre 1946, 4 juin 1979, 6 juin 2017 - Stanisław Gądecki, 25 mars 2020 - Card. Antonio dos Santos Marto)[26]
- Roumanie (25 mars 2020 - Card. Antonio dos Santos Marto)[26]
- Slovaquie (25 mars 2020 - Card. Antonio dos Santos Marto)[26]
- Suisse (08 décembre 1960)
- Ukraine (23 octobre 2016 - Sviatoslav Shevchuk)

### Villes et régions consacrées au Cœur immaculé de Marie
- Lisbonne, Portugal (23 juillet 1985)
- Alep, Syrie (13 mai 2017)
- Détroit, États-Unis (13 mai 2017)
- Émilie-Romagne, Italie (14 septembre 2019)

### Saint-Siège
- Ordinariat personnel de la chaire de saint Pierre (15 octobre 2017, Steven J. Lopes)

### Europe

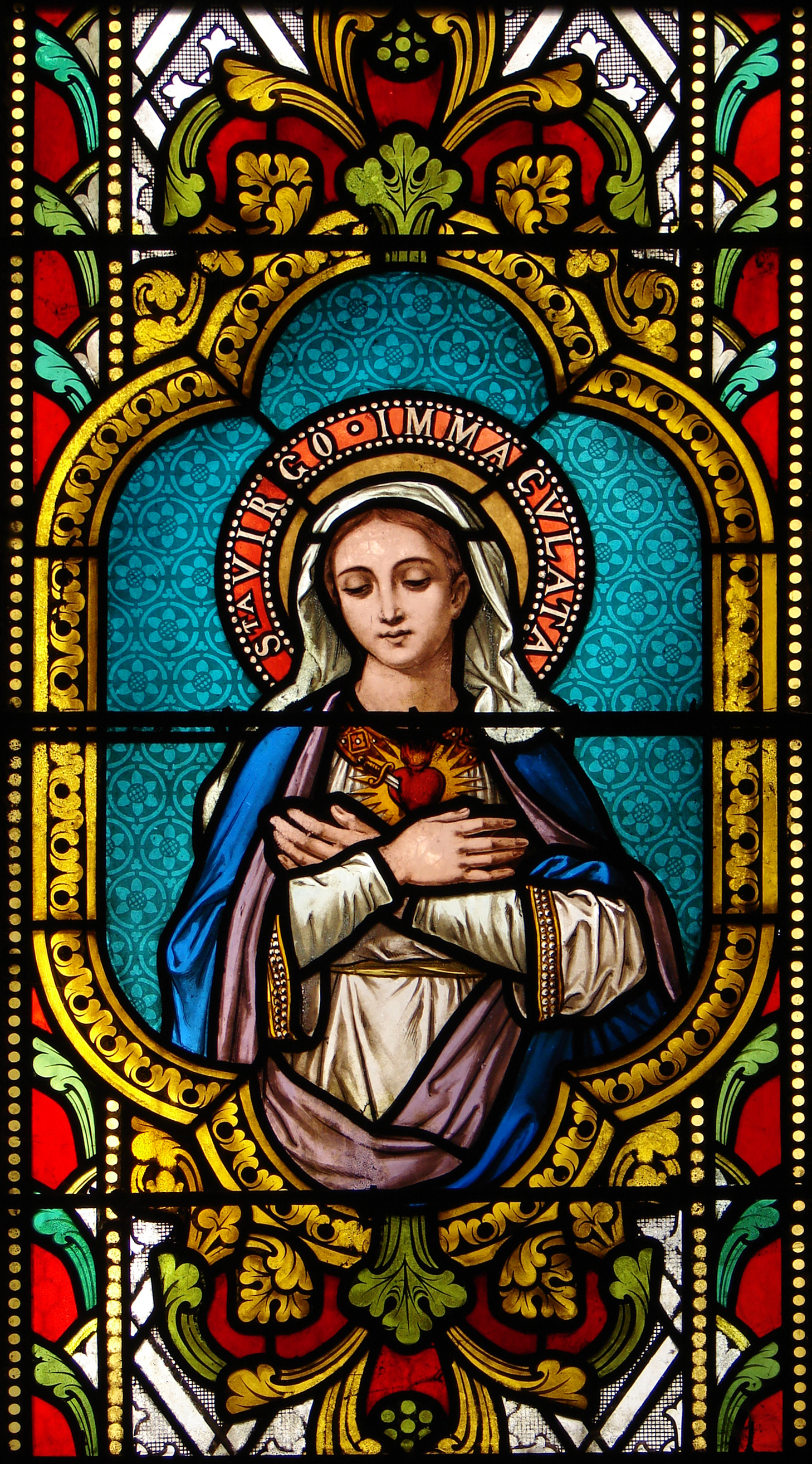
La Sainte Vierge Immaculée et son Cœur. Vitrail de l'église Saint-Martin à Arc-en-Barrois (Haute-Marne).

#### France
- Diocèse de Fréjus-Toulon (18 mai 2008, Dominique Rey)
- Diocèse de Bayonne, Lescar et Oloron (08 Juin 2014, Marc Aillet)
- Diocèse du Mans, (19 novembre 2016, Mgr le Saux)
- Diocèse d’Angoulême (07 mai 2017, Hervé Gosselin)
- Archidiocèse de Bordeaux (13 mai 2017, Card. Jean-Pierre Ricard)
- Archidiocèse d'Avignon (08 Décembre 2017, Jean-Pierre Cattenoz)
- Archidiocèse d'Aix-en-Provence et Arles (08 Décembre 2017,  Christophe Dufour)
- Diocèse de Vannes (08 Décembre 2017, Raymond Centène)
- Diocèse de Perpignan-Elne (08 Décembre 2017, Norbert Turini)
- Diocèse de Tulle (30 septembre 2018, Francis Bestion)
- Diocèse de Nevers (08 Septembre 2018, Thierry Brac de la Perrière)
- Diocèse de Séez (13 mai 2018, Jacques Habert)
- Diocèse de Beauvais (25 mars 2020, Mgr Jacques Benoît Gonin)
- Diocèse de d'Avignon (25 mars 2020, Mgr Cattenoz)
- Diocèse de Luçon (25 mars 2020, Mgr Jacolin)
- Diocèse de Paris (15 août 2020, Mgr Aupetit)
- Diocèse de Bayonne (25 mars 2020, Mgr Aillet)
- Diocèse d'Amiens (1er juin 2020, Mgr Leborgne)
- Diocèse de Bourges (12 septembre 2020, Mgr Beau, deux Coeurs-Unis)
- Diocèse de Coutance-Avranches (19 mars 2022, Mgr LeBoulc'h)
- Diocèse de Limoges  (8 décembre 2023, Mgr Bozo, deux coeurs-unis
- Diocèse de Luçon (19 août 2024, Mgr Jacolin, consécration aux Coeurs-Unis)

#### Portugal
- Les 21 diocèses portugais (13 mai 2016, Card. Manuel Clemente et tous les évêques du Portugal)

#### Pologne
- Les 42 diocèses polonais (9 septembre 2017, Stanisław Gądecki et tous les évêques de Pologne)

#### Pays-Bas
- Tous les diocèses néerlandais (13 mai 2017, Card. Willem J. Eijk et tous les évêques des Pays-Bas)

#### Italie
- Diocèse de Chioggia, Vénétie (10 octobre 1954, Giovanni Battista Piasentini)
- Diocèse de Reggio d'Émilie-Guastalla, Émilie-Romagne (13 mai 2017, Massimo Camisasca)
- Diocèse de Pavie, Lombardie (13 mai 2017, Corrado Sanguineti)
- Diocèse de Carpi, Émilie-Romagne (16 septembre 2017, Francesco Cavina)
- Diocèse de Ischia, Campanie (13 octobre 2017, Pietro Lagnese)
- Diocèse de Cesena-Sarsina, Émilie-Romagne (8 décembre 2017, Douglas Regattieri)
- Diocèse de Ariano Irpino-Lacedonia, Campanie (8 décembre 2017, Sergio Melillo)
- Diocèse de San Miniato, Toscane (12 mai 2017, Andrea Migliavacca)
- Archidiocèse de Syracuse, Sicile (01 septembre 2018, Salvatore Pappalardo)
- Archidiocèse de Verceil, Piémont (13 octobre 2018, Marco Arnolfo)
- Archidiocèse de Potenza, Basilicate (30 octobre 2018, Salvatore Ligorio)

#### Espagne

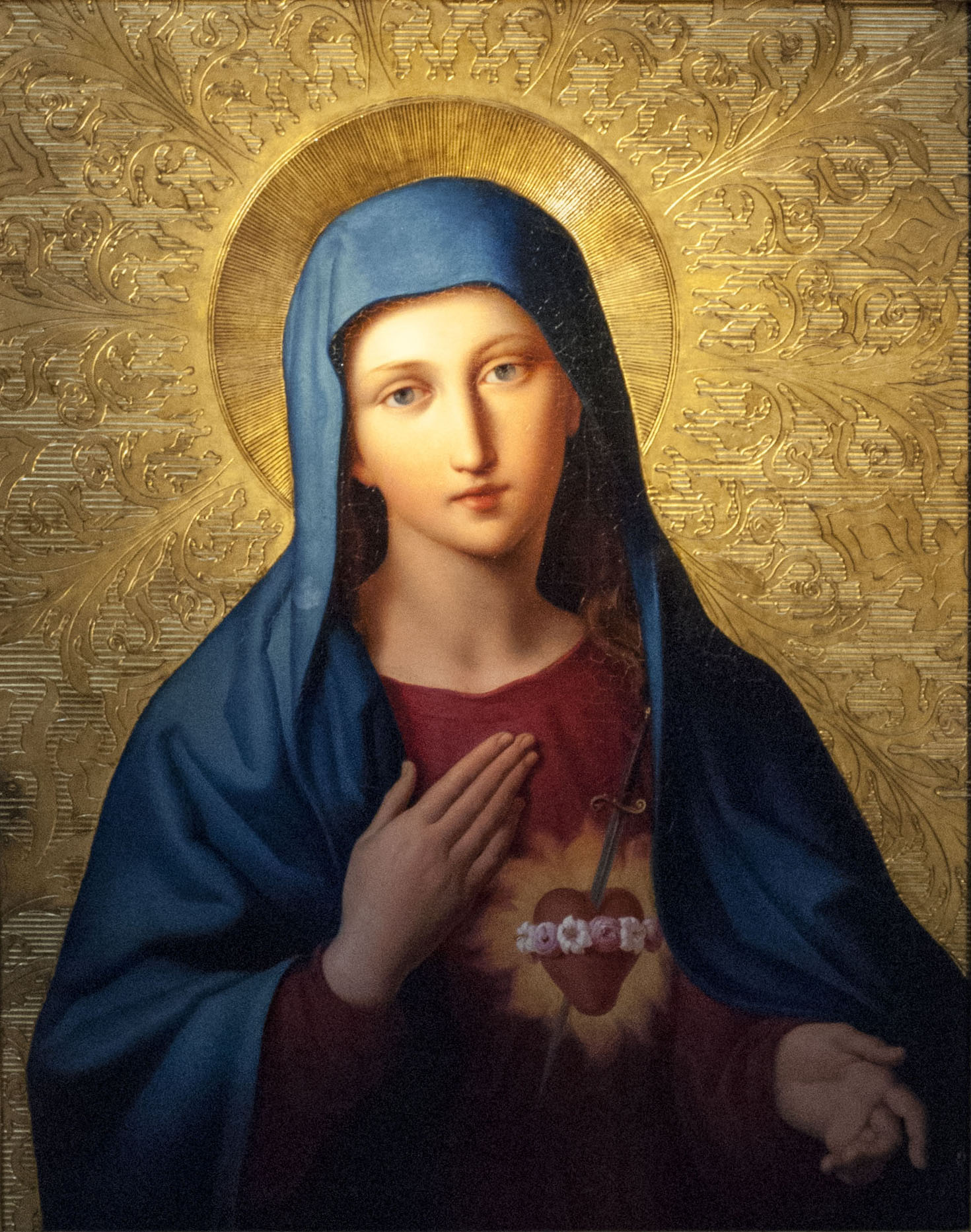
Le Cœur immaculé de Marie, tableau de Leopold Kupelwieser, église Saint-Pierre de Vienne (Autriche).

- Diocèse de Alcalá de Henares (12 juin 2010, Juan Antonio Reig Plá)
- Diocèse de Cuenca (8 décembre 2015, José María Yanguas Sanz)
- Archidiocèse de Valladolid (10 juin 2017, Luis Javier Argüello García)
- Diocèse de San Sebastián (14 mai 2017, José Ignacio Munilla)
- Archidiocèse de Valencia (28 juin 2018, Card. Antonio Cañizares Llovera)
- Diocèse de Getafe (7 décembre 2018, Ginés Ramón García Beltrán)

#### Allemagne
- Archidiocèse de Fribourg (15 août 2017, Stephan Burger)

#### Autriche
- Diocèse de Linz (8 décembre 2015, Ludwig Schwarz)

#### Angleterre
- Diocèse de Shrewsbury (13 octobre 2013, Mark Davies)

#### Écosse
- Archidiocèse de Saint Andrews et Édimbourg (20 octobre 2017, Leo Cushley)

#### Finlande
- Diocèse d'Helsinki (8 décembre 2005, Józef Wróbel)

### Amérique du Nord

#### États-Unis
- Diocèse de Green Bay (en), Wisconsin (10 septembre 2009, David Ricken)
- Diocèse de Springfield-Cape Girardeau (en), Missouri (25 mars 2010, James Vann Johnston)
- Diocèse de Winona, Minnesota (8 septembre 2011, John M. Quinn)
- Archidiocèse d'Oklahoma City, Oklahoma (13 octobre 2013, Paul S. Coakley)
- Archidiocèse de Portland, Oregon (28 juin 2014, Alexander K. Sample)
- Archidiocèse de Milwaukee, Wisconsin (07 Octobre 2016, Jerome E. Listecki)
- Diocèse de Madison (en), Wisconsin (07 Octobre 2016, Robert Morlino)
- Diocèse de La Crosse, Wisconsin (07 Octobre 2016, William Callahan)
- Diocèse de Superior (en), Wisconsin (07 Octobre 2016, James Powers)
- Diocèse de Birmingham, Alabama (14 janvier 2017, Robert J. Baker)
- Diocèse de Tyler, Texas (13 mai 2017, Joseph E. Strickland)
- Diocèse de Kansas City-Saint Joseph, Missouri (13 mai 2017, James Vann Johnston)
- Diocèse de Providence, Rhode Island (13 mai 2016, Thomas J. Tobin)
- Archidiocèse de Détroit, Michigan (13 mai 2017, Allen H. Vigneron)
- Diocèse de Paterson (en), New Jersey (13 mai 2017, Arthur J. Serratelli)

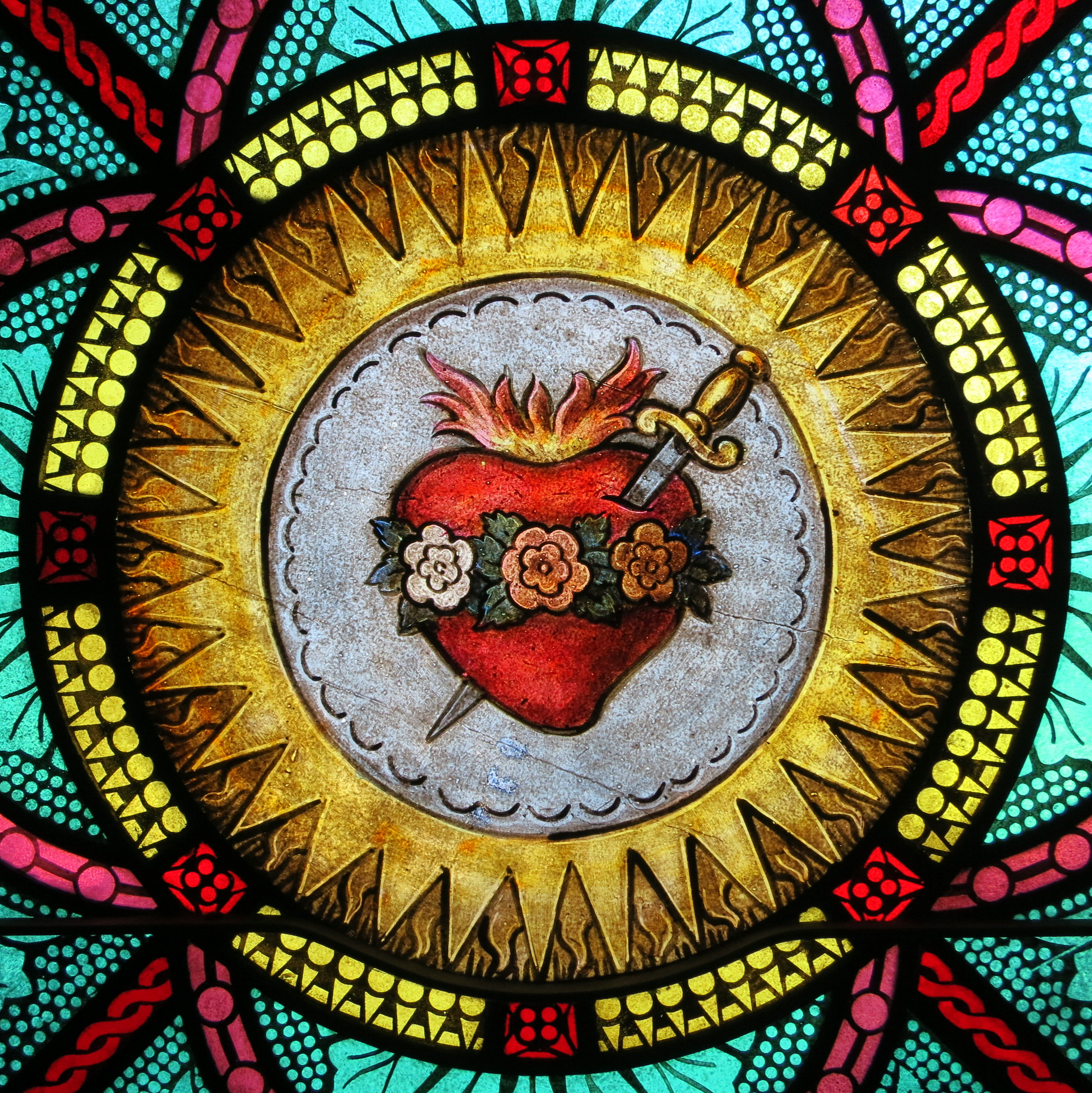
Le Cœur immaculé de Marie, vitrail de l'église de Tous-les-Saints, Saint Peters (Missouri).

- Diocèse de Fargo, North Dakota (13-14 mai 2017, John T. Folda)
- Diocèse de Worcester, Massachusetts (3 juin 2017, Robert J. McManus
- Diocèse de San Angelo, Texas (27 septembre 2017, Micheal J. Sis)
- Archidiocèse de San Francisco, Californie (7 octobre 2017, Salvatore J. Cordileone)
- Diocèse de Jackson (en), Mississippi (8 octobre 2017, Joseph Kopacz)
- Archidiocèse de Louisville, Kentucky (8 octobre 2017, Joseph E. Kurtz)
- Diocèse de Phoenix, Arizona (13 octobre 2017, Thomas J. Olmsted)
- Archidiocèse de Denver, Colorado (13 octobre 2017, Samuel J. Aquila)
- Archidiocèse de Saint-Paul et Minneapolis, Minnesota (13 octobre 2017, Bernard Hebda)
- Archidiocèse de Philadelphie, Pennsylvanie (15 octobre 2017, Charles J. Chaput)
- Diocèse de Colorado Springs, Colorado (15 octobre 2017, Michael J. Sheridan)
- Diocèse d'Albany, New York (8 décembre 2017, Edward B. Scharfenberger)
- Diocèse de Santa Rosa en Californie (en), Californie (8-12 décembre 2017, Robert Vasa)
- Diocèse d'Austin, Texas (10 décembre 2017, Joe S. Vásquez)
- Diocèse de Saint Petersburg, Floride (6 mai 2018, Gregory Parkes)
- Diocèse de Wilmington, Delaware (19 août 2019, William Francis Malooly)

#### Canada
- Archidiocèse de Montréal (23 novembre 2013, Christian Lépine)
- Archidiocèse d'Ottawa (1er juillet 2017, Terrence Thomas Prendergast)
- Diocèse de Victoria (01 juillet 2017, Gary Michael Gordon)
- Archidiocèse de Saint John 's (01 juillet 2017, Martin William Currie)
- Archidiocèse d'Edmonton (01 juillet 2017, Richard William Smith)
- Diocèse de Calgary (01 juillet 2017, William Terrence McGrattan)
- Archidiocèse de Toronto (01 juillet 2017, Thomas Christopher Collins)
- Archidiocèse de Vancouver (02 juillet 2017, John Michael Miller)
- Archidiocèse de Québec (02 juillet 2017, Gérald Cyprien Lacroix)
- Diocèse de Trois-Rivières (15 août 2017, Luc André Bouchard)
- Diocèse de Nicolet (8 décembre 2017, André Gazaille)

### Amérique du Sud

#### Mexique
- Archidiocèse de Monterrey (23 novembre 2013, Rogelio Cabrera López)
- Archidiocèse de Mexico (12 décembre 2014, Juan Sandoval Íñiguez)

#### Venezuela
- Archidiocèse de Maracaibo (13 octobre 2017, Ubaldo Ramón Santana Sequera)
- Diocèse de Machiques (8 décembre 2017, Ramiro Díaz)

#### Colombie
- Archidiocèse de Barranquilla (09 Juin 2018, Pablo Emiro Salas Anteliz)

#### Uruguay
- Archidiocèse de Montevideo (8 octobre 2017, Daniel Sturla)

#### Brésil
- Diocèse de São Luiz de Cáceres (22 mai 2016, Antônio Emídio Vilar)

#### Argentine
- Archidiocèse de Rosario (01 Août 2019, Eduardo Eliseo Martín)

### Océanie

#### Australie
- Archidiocèse de Hobart, Tasmanie (13 mai 2017, Julian Porteous)

#### Nouvelle-Zélande
- Archidiocèse de Wellington (08 décembre 2016, John Atcherley Dew)

#### Samoa
- Archidiocèse de Samoa-Apia (07 décembre 2007, Alapati Lui Mataeliga)

### Asie

#### Philippines
- Tous les 89 diocèses philippins (04 mai 2018, Romulo Valles et tous les évêques des Philippines)

#### Inde
- Archidiocèse de Bombay (13 mai 2017, Oswald Gracias)
- Archidiocèse de Goa et Daman (13 mai 2017, Filipe Neri Ferrão)

### Afrique

#### Angola
- Diocèse d'Uíje (23 avril 2017, Emílio Sumbelelo)